# Історія видавничої справи
«Істо́рія видавни́чої спра́ви» — перший в Україні підручник, де ґрунтовно подано цілісну історію творення, поширення, використання та результатів функціонування рукописних і друкованих набутків людства[джерело?]. 
Автор — доктор філологічних наук Микола Тимошик.

## Зміст книги
Хронологічний огляд розвитку світової і вітчизняної видавничої справи, що починається за дві тисячі років до Різдва Христового і закінчується сьогоденням, подається на суспільно-політичному тлі конкретної епохи, на фоні драматичних житейських колізій сотень особистостей, у контексті впливу видавничої продукції, передусім книги, на громадську думку. Окремо висвітлюються основні етапи розвитку української видавничої справи у країнах найбільшого переселення українців у Європі та Америці.
Розглянувши історичні витоки видавничої справи на різних континентах, автор аналізує обставини і причини недослідженості української рукописної книги дохристиянської доби. Йдеться про своєрідний протоукраїнський архів «Кам'яна Могила», «Велесову книгу», «Руське письмо IX століття», «Літопис Аскольда».
Ґрунтовно подає Тимошик і наступний етап — книгописання в давньоукраїнській державі після прийняття християнства. Особливе місце автор відводить розгляду концепцій, пов'язаних з витоками вітчизняного друкарства, де науково підтверджує закономірність та повноту висновків Івана Огієнка, згідно з якими виникнення українського друкарства позначається 1491 роком, тобто на 83 роки раніше від офіційно встановленої дати. Наполеглива праця в архівах, вивчення унікальних документів слідом за Огієнком дозволили зробити небувалої значущості відкриття невтомному досліднику українських стародруків Орестові Мацюку. Оприлюднені ним два документи, віднайдені в Центральному державному історичному архіві у Львові однозначно засвідчили існування в цьому місті друкарні ще 1460 року, тобто за 112 років до прибуття туди Івана Федоровича.
редагування і видавничої справи, становлення і розвитку наукового книговидання.
Новаторський підхід автора виявився при формуванні розділів, що розповідають про видавничу справу в умовах цензурних обмежень і заборон, а також про видавничий рух доби визвольних змагань українського народу, при аналізі питань розвитку української видавничої справи у Франції, Канаді, Німеччині.

## Призначення книги
Для студентів вищих навчальних закладів, які навчаються за спеціальностями «Журналістика» і «Видавнича справа та редагування». Може бути корисним для всіх, хто цікавиться питаннями історії, літератури та культури.